# Mihalis Dafermos
Mihalis Dafermos (em grego:  Μιχάλης Δαφέρμος; outubro de 1976) é um matemático grego. É professor de matemática da Universidade de Princeton, detém a cátedra Professor Lowndeano de Astronomia e Geometria na Universidade de Cambridge.
Estudou matemática na Universidade Harvard, com um BA em 1997. Obteve um PhD na Universidade de Princeton, orientado por Demetrios Christodoulou, com a tese Stability and Instability of the Cauchy Horizon for the Spherically Symmetric Einstein-Maxwell-Scalar Field Equations.
Recebeu o Prêmio Adams de 2005 e o Prêmio Whitehead de 2009 por "seu trabalho sobre a análise rigorosa de equações diferenciais parciais em relatividade geral". Em 2015 foi eleito fellow da American Mathematical Society.